# Sorin Tănăsie
Sorin Tănăsie (ur. 8 czerwca 1980 w Krajowej) – rumuński bokser kategorii koguciej.

## Kariera amatorska
W 1998 r. zdobył mistrzostwo świata juniorów w wadze papierowej. W turnieju rozgrywanym w Argentynie, Sorin zwyciężył m.in. przyszłego wicemistrza olimpijskiego, Yudela Johnsona.
W 2002 r. startował na mistrzostwach Europy w Permie. Tănăsie w ćwierćfinale pokonał Turka İbrahima Aydoğana, a w półfinale przegrał z Veaceslavem Gojanem, zdobywając brązowy medal w kategorii papierowej.

## Kariera zawodowa
Na zawodowym ringu zadebiutował 5 czerwca 2004 r., zwyciężając w debiucie Słowaka Marka Motićkę. 21 grudnia 2007 r. zmierzył się z Belgiem Carmelo Ballone o mistrzostwo Europy w wadze koguciej. Rumun przegrał przez TKO w 8 rundzie. Ostatnią walkę stoczył 19 grudnia 2008 r., zwyciężając Juana Martina.